# Blue Ridge Scenic Railway
| Lok Nr. 4631 im Oktober 2013 |                      |                                                        |                                                        |
| Streckenlänge: | 22,5 km              |                                                        |                                                        |
| Spurweite: | 1435 mm (Normalspur) |                                                        |                                                        |
| Maximale Neigung: | 4 ‰                  |                                                        |                                                        |
| |                      |                                                        |                                                        |
| \| \| \| Strecke des TVRM nach Delano (Tennessee) \| \| \| \| \| Ocoee River (21 m) \| \| \| \| 22 \| Copperhill Yard (Tennessee), Verschiebebahnhof \| Copperhill Yard (Tennessee), Verschiebebahnhof \| \| \| \| Ocoee Street \| \| \| \| \| Grand Street \| \| \| \| \| Ende der Blue Ridge Scenic Railway, Bundesstaatsgrenze \| \| \| \| 20,9 \| McCaysville (Georgia) \| 453 m ü. M. \| \| \| \| Toccoa Avenue \| \| \| \| \| Williamstown Road \| \| \| \| \| River Road \| \| \| \| \| Toccoa River (84 m) \| \| \| \| \| Curtis Switch Road \| \| \| \| \| Dry Creek \| \| \| \| \| DC \| \| \| \| \| DC (22 m) \| \| \| \| \| DC \| \| \| \| \| DC (15 m) \| \| \| \| 3,2 \| Murphy Linie Richtung Mineral Bluff \| Murphy Linie Richtung Mineral Bluff \| \| \| 2,9 \| Murphy Junction Ausweichstelle \| 496 m ü. M. \| \| \| 2,6 \| Murphy Linie \| Murphy Linie \| \| \| \| Fannin Industrial Park \| \| \| \| \| Industrial Park Road \| \| \| \| \| Appalachian Highway \| \| \| \| 2,9 \| Ausweichstelle \| Ausweichstelle \| \| \| \| Mountain Street \| \| \| \| 0,7 \| Ausweichstelle \| Ausweichstelle \| \| \| 0,0 \| Blue Ridge (Georgia) \| 527 m ü. M. \| \| \| \| Beginn der Blue Ridge Scenic Railway \| \| \| \| \| Depot Street \| \| \| \| \| Strecke der Georgia Northeastern Railroad \| \| \| \| \| Richtung Elizabeth (Georgia) \| \| \| \| \| \| \| \| Quellen: [1] \| \| \| \| |                      |                                                        |                                                        |
| Strecke |                      | Strecke des TVRM nach Delano (Tennessee)               | Strecke des TVRM nach Delano (Tennessee)               |
| Brücke über Wasserlauf |                      | Ocoee River (21 m)                                     | Ocoee River (21 m)                                     |
| Dienststation / Betriebs- oder Güterbahnhof | 22                   | Copperhill Yard (Tennessee), Verschiebebahnhof         | Copperhill Yard (Tennessee), Verschiebebahnhof         |
| Bahnübergang |                      | Ocoee Street                                           | Ocoee Street                                           |
| Bahnübergang |                      | Grand Street                                           | Grand Street                                           |
| Grenze |                      | Ende der Blue Ridge Scenic Railway, Bundesstaatsgrenze | Ende der Blue Ridge Scenic Railway, Bundesstaatsgrenze |
| Haltepunkt / Haltestelle | 20,9                 | McCaysville (Georgia)                                  | 453 m ü. M.                                            |
| Bahnübergang |                      | Toccoa Avenue                                          | Toccoa Avenue                                          |
| Bahnübergang |                      | Williamstown Road                                      | Williamstown Road                                      |
| Bahnübergang |                      | River Road                                             | River Road                                             |
| Brücke über Wasserlauf |                      | Toccoa River (84 m)                                    | Toccoa River (84 m)                                    |
| Bahnübergang |                      | Curtis Switch Road                                     | Curtis Switch Road                                     |
| Brücke über Wasserlauf |                      | Dry Creek                                              | Dry Creek                                              |
| Brücke über Wasserlauf |                      | DC                                                     | DC                                                     |
| Brücke über Wasserlauf |                      | DC (22 m)                                              | DC (22 m)                                              |
| Brücke über Wasserlauf |                      | DC                                                     | DC                                                     |
| Brücke über Wasserlauf |                      | DC (15 m)                                              | DC (15 m)                                              |
| Abzweig geradeaus und nach links | 3,2                  | Murphy Linie Richtung Mineral Bluff                    | Murphy Linie Richtung Mineral Bluff                    |
| Dienststation / Betriebs- oder Güterbahnhof | 2,9                  | Murphy Junction Ausweichstelle                         | 496 m ü. M.                                            |
| Abzweig geradeaus und von links | 2,6                  | Murphy Linie                                           | Murphy Linie                                           |
| Bahnübergang |                      | Fannin Industrial Park                                 | Fannin Industrial Park                                 |
| Bahnübergang |                      | Industrial Park Road                                   | Industrial Park Road                                   |
| Strecke mit Straßenbrücke |                      | Appalachian Highway                                    | Appalachian Highway                                    |
| Dienststation / Betriebs- oder Güterbahnhof | 2,9                  | Ausweichstelle                                         | Ausweichstelle                                         |
| Bahnübergang |                      | Mountain Street                                        | Mountain Street                                        |
| Dienststation / Betriebs- oder Güterbahnhof | 0,7                  | Ausweichstelle                                         | Ausweichstelle                                         |
| Bahnhof | 0,0                  | Blue Ridge (Georgia)                                   | 527 m ü. M.                                            |
| Wechsel des Eisenbahninfrastrukturunternehmens |                      | Beginn der Blue Ridge Scenic Railway                   | Beginn der Blue Ridge Scenic Railway                   |
| Bahnübergang |                      | Depot Street                                           | Depot Street                                           |
| Strecke |                      | Strecke der Georgia Northeastern Railroad              | Strecke der Georgia Northeastern Railroad              |
| |                      | Richtung Elizabeth (Georgia)                           |                                                        |
| |                      |                                                        |                                                        |
| Quellen: |                      |                                                        |                                                        |

Die Blue Ridge Scenic Railway (BRSR) ist eine US-amerikanische Eisenbahngesellschaft mit Sitz in Blue Ridge (Georgia). Sie betreibt einen 22 Kilometer langen Streckenabschnitt der ehemaligen Marietta and North Georgia Railroad. Diese verläuft von Blue Ridge entlang des Toccoa River nach McCaysville (Georgia) und ihrer Partnerstadt Copperhill (Tennessee). Eigentümer ist seit 2015 die Patriot Rail mit Sitz in Jacksonville (Florida).

## Geschichte

### Marietta and North Georgia Railroad
Die ursprüngliche Strecke begann in Marietta (Georgia) und erreichte 1886 Blue Ridge. Sie führte in einer engen Kehrschleife, dem Hiawassee Loop, nach Osten in Richtung Copperhill (Tennessee). Die Bahnlinie spielte eine wichtige Rolle bei der Entwicklung der Region um den Toccoa River. Ende der 1800er und in den frühen 1900er Jahren versorgte sie die Bergbau- und Holzindustrie und förderte das Wachstum der Kleinstädte.

### Louisville and Nashville Railroad
1905 wurde die Marietta and North Georgia Railroad an die Louisville and Nashville Railroad verkauft. Im selben Jahr wurde das Umschlagslager in Blue Ridge erbaut. Diese Umschlagslager in den Bergbaustädten dienten zum Versand von Produkten und dem Empfang von Post und Vorräten. Der letzte Reisezug verließ Blue Ridge im Jahr 1951. Nachdem sich das Transportvolumen in den 1980er Jahren stark verringerte, stellte die L&NR den Güterverkehr 1987 ein.

### Neubeginn

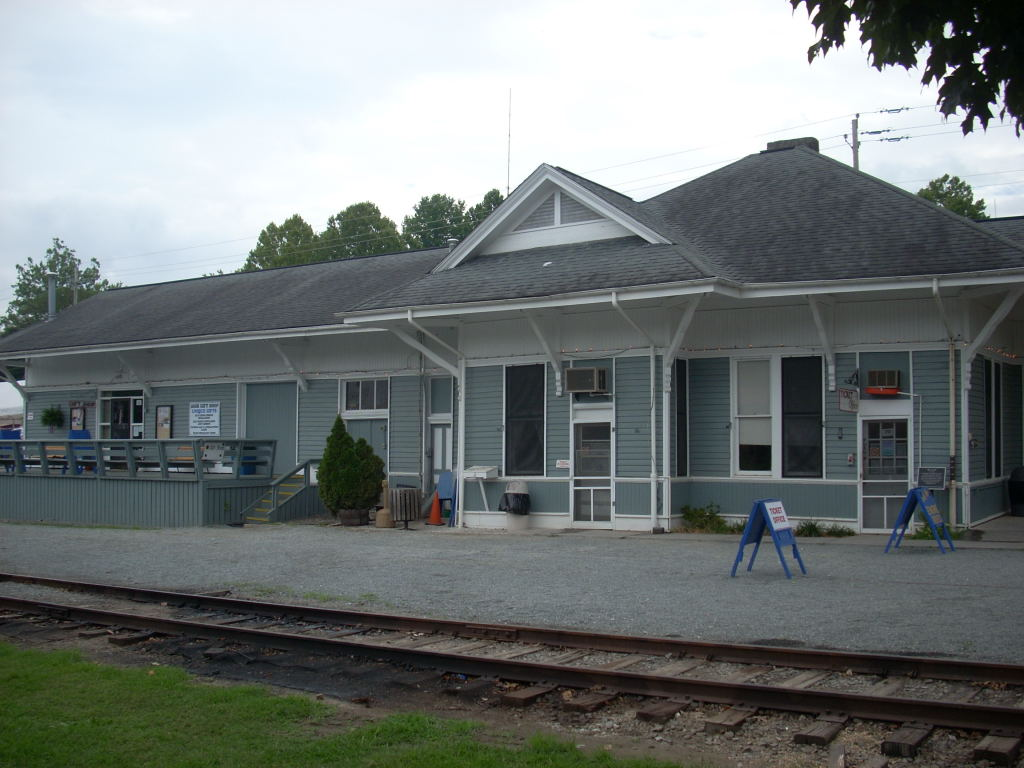
Bahnhof in Blue Ridge, Juli 2009

Im Jahr 1990 erkannte eine Gruppe von Bürgern aus Blue Ridge die Bedeutung der landschaftlich reizvollen Strecke und fand Investoren zur Wiederherstellung. Die Blue Ridge Scenic Railway konnte 1998 wiedereröffnet werden und fuhr mit Ausflugszügen von Blue Ridge nach McCaysville. Im ersten Jahr erreichte die Fahrgastzahl mehr als 17.000 Reisende. Heute befördert die BRSR jährlich mehr als 78.000 Passagiere. Im Jahr 2015 wurde die Blue Ridge Scenic Railway von der Patriot Rail mit Sitz in Jacksonville (Florida) aufgekauft.
Die Strecke führt durch die Vorgebirgslandschaft der Appalachen im Norden von Georgia. Sie beginnt in der Innenstadt von Blue Ridge, einer kleinen Bergbaustadt und führt entlang des Toccoa River 22 Kilometer nach McCaysville und Copperhill.

### Verkehr
Die Züge verkehren freitags bis montags von Ende März bis zum letzten Wochenende im Dezember, außerdem täglich (außer mittwochs) von Mitte Juni bis Ende Juli und von Oktober bis Thanksgiving. Ein Weihnachtszug verkehrt an den darauffolgenden Wochenenden und in der ganzen Woche vor Weihnachten.

## Fahrzeuge
Die Züge werden mit Diesellokomotiven aus den 1950er Jahren befördert und bestehen aus klimatisierten geschlossenen Wagen sowie offenen Aussichtswagen aus derselben Zeit.
| Diesellokomotiven |                       |      |       |         | |
| 4631              | Electro-Motive Diesel | GP9R | 24970 | 11.1958 | Ehem. Grand Trunk Western Railroad Nr. 4931/4631                                                                                         |
| 7529              | Electro-Motive Diesel | GP10 | 20971 | 2.1956  | Ehem. New York Central Railroad Nr. 5958/7358, ehem. Georgia Northeastern Railroad Nr. 7529                                              |
| 8705              | Electro-Motive Diesel | GP18 | 26301 | 6.1960  | Ehem. Nickel Plate Road Nr. 708, ehem. Norfolk and Western Railway Nr. 8705, ehem. Georgia Northeastern Railroad 8705, Reservelokomotive |
| [ 5 ]             |                       |      |       |         | |